# 原匡史
原 匡史（はら まさふみ、1959年11月12日- ）は、日本の実業家、東洋埠頭株式会社代表取締役社長。

## 人物・経歴
新潟県生まれ。1985年3月、立教大学理学部数学科卒業。同年4月、東洋埠頭株式会社入社。
東洋埠頭は、1929年に南満州鉄道株式会社の物流部門として設立された日満倉庫株式会社を前身とする企業で、創業以来、埠頭業と倉庫業を柱に、保管・荷役・運送・通関・流通加工など物流全般に関わる業務を行う。
2007年6月、経営企画室長、2008年6月、経営企画部長、2009年6月、執行役員経営企画部長、2010年6月、取締役執行役員業務部長、兼営業部・経営企画担当。
2013年4月、取締役常務執行役員業務部長兼港運部長兼営業部・国際営業部担当。2014年4月、代表取締役社長就任。